# Long term depression
La Long-Term Depression (LTD, o "depressione a lungo termine") è un fenomeno fisiologico opposto alla Long-Term Potentiation (LTP, o "potenziamento a lungo termine") e, come questo, rappresenta un tipo di plasticità sinaptica, e uno dei meccanismi cellulari e molecolari ritenuti alla base di processi di apprendimento di nuove memorie. È stata studiata in particolare, ad esempio, nell'ippocampo e nel cervelletto (nelle sinapsi tra le fibre parallele e le Cellule di Purkinje).

## Descrizione
L'LTD può essere visto come il meccanismo opposto e complementare all'LTP, ed insieme a questo può essere indotto dall'esperienza e può tenerne traccia nella forza sinaptica codificando così delle memorie. Consiste in particolare nella riduzione della corrente sinaptica evocata dal rilascio di neurotrasmettitore. Come altre forme di plasticità neuronale a lungo termine (come lo stesso LTP) e a differenza delle forme di plasticità a breve termine, è definita dalla sua durata di diverse decine di minuti ed è stata osservata sia in sezioni cerebrali isolati ex vivo sia in vivo.

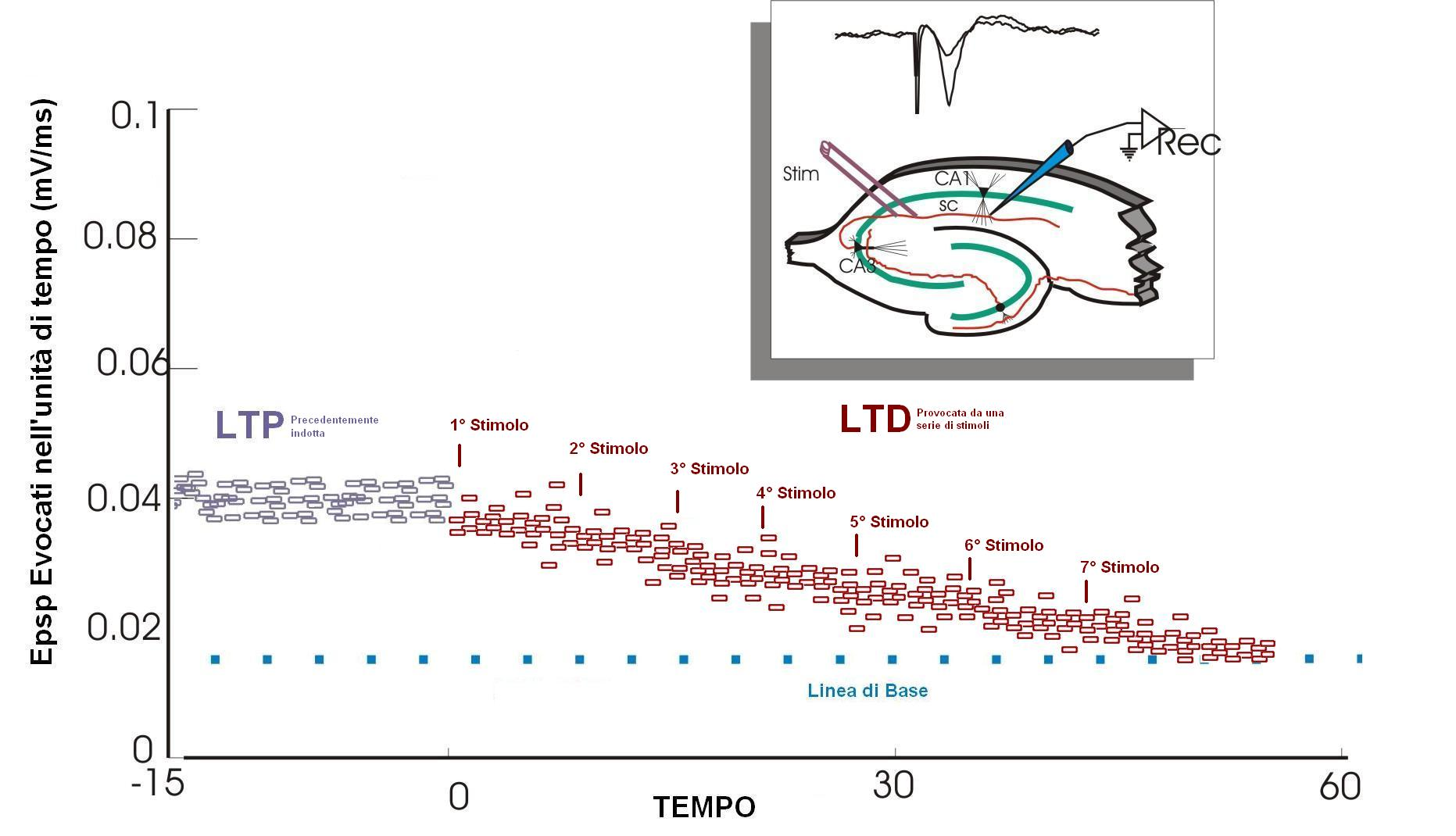
Come si induce una Long Term Depression. In un neurone dove è stata indotta in precedenza una LTP, si hanno una serie di stimolazioni protratte nel tempo prima di ritornare ai valori di base.

## Sistema di induzione della Long Term Depression
Se si stimola un neurone pre-sinaptico con una bassa frequenza di corrente e per tempi prolungati (2 Hz per diversi secondi), si può riuscire ad indurre LTD nel neurone post-sinaptico: tuttavia, per una sinapsi precedentemente potenziata con LTP (ottenuta con stimolazione tetanica), occorrono diverse stimolazioni pre-sinaptiche durature a bassa frequenza per ritornare alle condizioni di base. Ovvero, ogni LTD abbassa di un po' la soglia EPSP raggiunta con la LTP.
Differenetemente alla LTP, la LTD non dipende dai recettori NMDA (ionotropici), bensì da quelli mGLU (metabotropici glutammatergici) e quindi dal ruolo del calcio (così come per i recettori NMDA). Succede che, una stimolazione presinaptica continua come si ha nella LTD, mantiene sinapticamente una concentrazione discreta e, soprattutto, costante di glutammato. Questa concentrazione costante nel tempo è in grado di legare i recettori mGLU, che essendo metabotropici porteranno ad una trasduzione del segnale, attivando le fosfolipasi C, le quali idrolizzando un fosfolipide di membrana, produrranno come secondi messaggeri IP3 e DAG. IP3 si lega sui suoi recettori presenti a livello del REL, legame che porterà alla fuoriuscita di calcio mentre DAG è responsabile dell'attivazione della PKC che fosforilerà i canali AMPA. La fosforilazione dei canali ionotropici AMPA ne determina tramite alcune proteine adattive la sua internalizzazione in vescicole endocitotiche (clatrina-dipendente) a livello del bottone post-sinaptico, questa internalizzazione porta alla riduzione della quantità di recettori AMPA sulla membrana postsinaptica, riducendo l'efficacia della trasmissione sinaptica a causa della presenza in minor quantità di recettori disponibili per rispondere al glutammato rilasciato durante le successive attività sinaptiche.
La riduzione dei recettori AMPA sulla membrana postsinaptica è uno dei meccanismi chiave attraverso cui si esprime la LTD. La LTD implica una diminuzione persistente della forza sinaptica, e la regolazione della quantità di recettori AMPA attraverso l'internalizzazione tramite vescicole endocitotiche.
Sembra che la LTP e la LTD possano susseguirsi un numero infinito di volte, proprietà importantissima per la nostra plasticità mnemonica.